# شركة ألومنيوم غينيا
شركة ألومنيوم غينيا هي شركة تنقيب عن البوكسيت مقرها في فريا في غينيا. وتعتبر الشركة الرئيسية لإنتاج الألومنيوم في البلاد. كانت من قبل مملوكة للحكومة ثم تمت خصخصتها. وكان كابيني كومارا رئيس الوزراء الحالي مديرها في فترة سابقة.  